# Byrsonima densa
Byrsonima densa är en tvåhjärtbladig växtart som först beskrevs av Poiret, och fick sitt nu gällande namn av Dc.. Byrsonima densa ingår i släktet Byrsonima och familjen Malpighiaceae. Inga underarter finns listade i Catalogue of Life.